# Portret dziewczynki – Zofii Sokołowskiej
Portret dziewczynki – Zofii Sokołowskiej – obraz olejny polskiej malarki Olgi Boznańskiej namalowany ok. 1900 roku.
Znajduje się w zbiorach Muzeum Narodowego w Krakowie (nr inw.: MNK II-b-1693).

## Opis obrazu
Obraz przedstawia zmarłą bardzo młodo w wieku 34 lat Zofię Sokołowską, córkę Augusta Sokołowskiego, z pochodzenia Ormianina, profesora Uniwersytetu Jagiellońskiego i posła do Rady Państwa, żonę Tadeusza Cybulskiego, prawnika, malarza, rzeźbiarza, krytyka i scenografa. W chwili portretowania miała ok. 20 lat.

## Proweniencja historyczna
W roku 1917 obraz należał do Tadeusza Cybulskiego.

## Udział w wystawach
- Cyfrowe Dziedzictwo Kulturowe
- Kraków 1900; Muzeum Narodowe w Krakowie, Urszula Kozakowska-Zaucha
- Okiem kobiety. Malarstwo Alfonsy Kanigowskiej na tle twórczości artystek okresu Młodej Polski, 2020-03-10 – 2020-08-31; Muzeum Częstochowskie / nieaktualne (wystawa nie odbyła się)
- Olga Boznańska (1865–1940); Muzeum Narodowe w Warszawie
- Olga Boznańska / edycja warszawska, 2015-02-26 – 2015-05-02; Muzeum Narodowe w Warszawie[1]